# 栋瓦斯特
栋瓦斯特（法語：Domvast）是法国皮卡第大区索姆省的一个市镇，属于阿布维尔区努维永县。该市镇2009年时的人口为350人。

## 人口
栋瓦斯特人口变化图示
| 数据来源：INSEE |